# Eumigus
Eumigus es un género de ortópteros de la familia Pamphagidae. Son endémicos de la Península ibérica. Cuenta con cinco especies y dos subespecies.

## Especies
Se reconocen las siguientes:
- Eumigus ayresi Bolívar, 1912
- Eumigus cucullatus (Bolívar, 1878)
- Eumigus monticolus (Rambur, 1838)
- Eumigus punctatus (Bolívar, 1902)
- Eumigus rubioi Harz, 1973